# Бредлі Мазіку
Бредлі Мазіку (фр. Bradley Mazikou, нар. 2 червня 1996, Орлеан) — французький і конголезький футболіст, лівий захисник грецького клубу «Аріс» (Салоніки) і національної збірної Конго.

## Клубна кар'єра
У дорослому футболі дебютував 2014 року виступами за другу команду клубу «Лор'ян». За три роки був відданий в оренду до «Дюнкерка», а ще за рік — до команди «СО Шоле».
У серпні 2019 року безкоштовно перейшов до болгарського ЦСКА (Софія), з яким уклав трирічний контракт. У болгарській команді відразу ж став основним виконавцем на позиції лівого захисника, допоміг їй здобути Кубок Болгарії 2020/21.
5 липня 2022 року підписав трирічний контракт з грецьким клубом «Аріс» із Салонік.

## Виступи за збірну
2020 року дебютував в офіційних матчах у складі національної збірної Конго.

## Титули і досягнення
- Володар Кубка Болгарії (1):

ЦСКА (Софія): 2020-2021
| Дата       | Місто      | Господарі        | Результат | Гості            | Турнір                                  | Голи | Примітки |
| ---------- | ---------- | ---------------- | --------- | ---------------- | --------------------------------------- | ---- | -------- |
| 12-11-2020 | Браззавіль | Республіка Конго | 2 – 0     | Есватіні         | Відбір до Кубка африканських націй 2021 | -    | 90'      |
| 2-9-2021   | Совето     | Намібія          | 1 – 1     | Республіка Конго | Відбір до ЧС 2022                       | -    |          |
| 7-9-2021   | Браззавіль | Республіка Конго | 1 – 3     | Сенегал          | Відбір до ЧС 2022                       | -    | 10'      |
| 12-10-2021 | Браззавіль | Республіка Конго | 1 – 2     | Того             | Відбір до ЧС 2022                       | -    |          |
| 25-3-2022  | Аксу       | Республіка Конго | 1 – 3     | Замбія           | товариський матч                        | -    |          |
| 29-3-2022  | Аксу       | Республіка Конго | 1 – 2     | Сьєрра-Леоне     | товариський матч                        | -    |          |
| 4-6-2022   | Бамако     | Малі             | 4 – 0     | Республіка Конго | Відбір до Кубка африканських націй 2023 | -    |          |
| Усього     |            | Матчів           | 7         |                  | Голів                                   | 0    |          |